# Corts de València (1354)
Les Corts de València de 1354, Corts Generals del regne de València, foren convocades per Pere el Cerimoniós, a Sant Mateu estant, el 20 de febrer de 1354, per a celebrar-se a València el 19 de març, per tal de jurar el primogènit Joan com a successor al tron, en previsió que el rei pogués morir en la imminent campanya de Sardenya.
En aquestes Corts foren convocades 15 viles del regne, de les quals hi anaren 14 (València, Morella, Castelló de la Plana, Ontinyent, Alzira, Xàtiva, Penàguila, Biar, Ademús, Castellfabib, Alpont, Xixona, Bocairent i Castalla), faltà Cullera, però també estigueren Borriana, Vila-real i Morvedre, que no havien estat convocades inicialment; dels 10 membres convocats de l'Església, acudiren 7 (els bisbes de València, Tortosa i Sogorb, els abats de Benifassà i la Valldigna, el capítol de la seu de València i el mestre de Montesa), faltaren l'abat de Portaceli i els capítols de les seus de Tortosa i Sogorb, i aparegueren els representants de l'abat de Poblet i del mestre de Calatrava, i el comanador de Montalbà, els quals no apareixen en la convocatòria general; i pel braç militar foren convocats 87: els infants Pere, Ferran i Joan, 16 nobles i 68 cavallers (i generosos), dels quals no acudiren els infants Ferran i Joan, 3 nobles i 10 cavallers, però si es presentaren altres cavallers no citats.
Les Corts, per les presses del rei en marxar a Sardenya, sols duraren des del 19 de març fins al 27, jurant els estaments fidelitat l'infant Joan i reconeixent-lo com a successor, en absència d'aquest, que no pogué assistir per la seva curta edat i pels inconvenients del llarg viatge. Fou el mateix rei qui, actuant com a pare i administrador del l'infant, jura observar i fer observar els furs, usos i costums, i privilegis del regne, i promet que quan l'infant arribe als catorze anys realitzarà personalment el jurament. De tota manera, el rei requereix els estaments a realitzar el jurament en presència de l'infant, el qual jurament es realitza a Barcelona el 25 d'abril. Les concessions fetes pel rei que s'havien de confirmar o esmenar en les primeres Corts, foren prorrogades totes fins a les següents Corts, i sols es publicà una disposició relativa a la remissió de les inquisicions contra els oficials del regne.